# Берхес, Педро
Пе́дро Мануэль Бе́рхес Наваль (исп. Pedro Manuel Berges Naval; 6 июня 1906, Виго, Галисия — 1978, Куба) — кубинский футболист, полузащитник, участник чемпионата мира 1938 года.

## Карьера

### Клубная
Педро Берхес играл за кубинский клуб «Иберия/Реал Иберия» из Гаваны (чемпион Кубы 1934 года), однако неизвестно, сыграл ли он в том сезоне хотя бы один матч.

### В сборной
В составе сборной Кубы принял участие в чемпионате мира 1938 года, сыграл во всех матчах своей команды на турнире. Вместе с ним играли его одноклубники Эктор Сокорро, Марио Соса и Педро Феррер. Сборная Кубы выбыла в четвертьфинале.
| Матчи и голы Педро Берхеса за сборную Кубы на ЧМ-1938 | Матчи и голы Педро Берхеса за сборную Кубы на ЧМ-1938 | Матчи и голы Педро Берхеса за сборную Кубы на ЧМ-1938 | Матчи и голы Педро Берхеса за сборную Кубы на ЧМ-1938 | Матчи и голы Педро Берхеса за сборную Кубы на ЧМ-1938 | Матчи и голы Педро Берхеса за сборную Кубы на ЧМ-1938 |
| ----------------------------------------------------- | ----------------------------------------------------- | ----------------------------------------------------- | ----------------------------------------------------- | ----------------------------------------------------- | ----------------------------------------------------- |
| №                                                     | Дата                                                  | Место проведения                                      | Соперник                                              | Счёт                                                  | Голы                                                  |
| 1                                                     | 5 июня 1938                                           | Тулуза, Франция                                       | Румыния                                               | 3:3                                                   | -                                                     |
| 2                                                     | 9 июня 1938                                           | Тулуза, Франция                                       | Румыния                                               | 2:1                                                   | -                                                     |
| 3                                                     | 12 июня 1938                                          | Антиб, Франция                                        | Швеция                                                | 0:8                                                   | -                                                     |

Итого: 3 матча / 0 голов; 1 победа, 1 ничья, 1 поражение.